# Olivia Tracey
Olivia Marie Tracey (* 11. Juli 1960 in Dublin) ist ein irisches Model. 1984 war sie Miss Ireland sowie Finalistin beim Wettbewerb um den Titel Miss World.

## Leben
Tracey wurde 1984 zur Miss Ireland gewählt. Im selben Jahr schaffte sie es beim Miss World Wettbewerb ins Finale. Im Wettbewerb Miss Universe 1985 kam sie in die Endrunde. Anfang der 2000 Jahre trat sie in einigen Filmnebenrollen auf. Im Jahr 2009 wurde sie von der Organisation „Irish Fair Committee“ in Verbindung mit der City of Los Angeles zur „Irischen Frau des Jahres“ gewählt. 2011 kehrte sie zum Modeln zurück. Sie lebt in Los Angeles.